# Havok (Unternehmen)
Havok ist ein irischer Computerspiel- und Technologie-Entwickler, der 1998 von zwei Alumni des Instituts für Informatik des Trinity College Dublin gegründet wurde. Die Firma ist spezialisiert auf Middleware für Computerspiele, die ebenfalls unter dem Namen Havok vertrieben werden. Die Firma besitzt Außenstellen in San Francisco, San Antonio, Stockholm, Kalkutta, München und Tokio.

## Geschichte
2007 übernahm Intel Havok, um ein Gegenstück zu PhysX ins Portfolio aufzunehmen. Der Kaufpreis betrug damals 110 Millionen US-Dollar. 2011 kaufte Havok Trinigy und übernahm damit auch die Vision-Engine. 2015 übernahm Microsoft die Geschäftssparte.